# Ratpenat de Caixmir
El ratpenat de Caixmir (Myotis longipes) és una espècie de ratpenat de la família dels vespertiliònids que es troba a l'Afganistan, l'Índia, la Xina i el Nepal. Habita els boscos primaris i secundaris.